# Общество Генделя и Гайдна

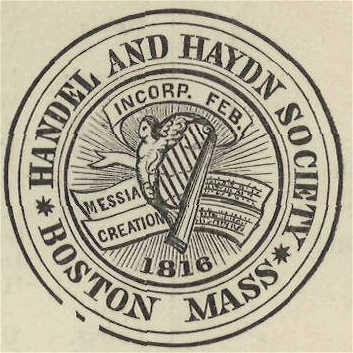
Логотип Общества (1868)

Общество Генделя и Гайдна (англ. Handel and Haydn Society) — американский хор и камерный оркестр (первоначально любительский), основанный в 1815 году (первый концерт состоялся в Рождество) и базирующийся в Бостоне, один из старейших музыкальных коллективов США. Был назван в честь Георга Фридриха Генделя и Йозефа Гайдна, что отражало стремление учредителей — группы бостонских коммерсантов, являвшихся и музыкантами-любителями, — в равной мере посвящать свою музыкальную деятельность классической и новейшей, по тогдашним понятиям, музыке. Сочинения Генделя и Гайдна долгое время составляли ядро репертуара: в 1818 г. коллектив впервые в США исполнил ораторию Генделя «Мессия», годом позже, также впервые в США, — ораторию Гайдна «Сотворение мира», и эти два произведения надолго стали визитными карточками Общества.

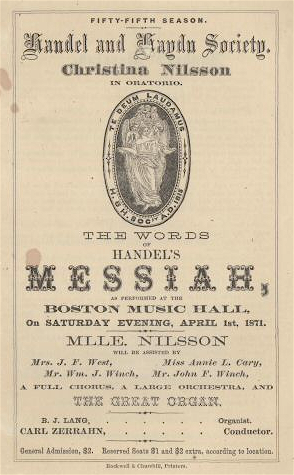
Афиша исполнения «Мессии» Генделя, 1871 год

Среди других заметных событий в истории коллектива — первый крупный музыкальный фестиваль в США (1857) и американская премьера Реквиема Джузеппе Верди в 1878 году. Во второй половине XX века Общество Генделя и Гайдна стало одним из форпостов исторического исполнительства в США.
В 2003 году осуществлённая Обществом Генделя и Гайдна запись оратории Джона Тавенера «Жалобы и благодарения» была удостоена премии «Грэмми».

## Руководители
- Чарлз Зойнер (1838—1839)
- Чарлз Эдуард Хорн (1847—1849)
- Дж. И. Гудсон (1851—1852)
- Карл Бергман (1852—1854)
- Карл Церран (1854—1895, 1897—1898)
- Б. Дж. Ланг (1895—1897)
- Райнхольд Херман (1898—1899)
- Эмиль Молленхауэр (1900—1927)
- Томпсон Стоун (1927—1959)
- Эдуард Джилдей (1959—1967)
- Томас Данн (1967—1986)
- Кристофер Хогвуд (1986—2001)
- Грант Ллевеллин (2001—2006)
- Гарри Кристоферс (с 2009 г.)